# Slither.io
Slither.io — многопользовательская компьютерная игра, разработанная Стивом Хаузом и выпущенная для iOS, Android и веб-браузеров в марте 2016 года. По своей концепции Slither.io похожа на классическую «Змейку» и другую популярную браузерную игру Agar.io. Игроки управляют «змеями» — длинными существами, которые передвигаются по обширному игровому полю и поедают разбросанные по нему разноцветные гранулы, становясь длиннее. Цель игрока — сделать свою змею как можно длиннее, избегая столкновений со змеями других игроков.
Игра возымела огромную популярность после многочисленных летсплеев на YouTube. Согласно рейтингу Alexa за июль 2016 года, браузерная версия Sither.io попала в топ самых посещаемых сайтов, а версия для iOS возглавила чарт самых загружаемых игр в App Store. Игра получила в основном положительные отзывы от критиков — основными её плюсами называли дизайн и кастомизацию змеи, но в качестве недостатков отмечали низкую реиграбельность и высокую цену за удаление рекламы.

## Игровой процесс

Скриншот игры, в котором фиолетовая змея съедает субстанцию розовых гранул

В Slither.io игрок управляет «змеёй» — длинным существом, которое передвигается по обширному игровому полю и поедает разноцветные гранулы; с каждой съеденной гранулой змея становится длиннее. Гранулы появляются на игровом поле случайным образом и также остаются от погибших змей. В начале игры игрок получает под управление короткую змею, которая сразу же начинает движение по полю; игрок направляет её движение, подбирая гранулы. Если голова змеи столкнётся со змеёй другого игрока, игра заканчивается; тело погибшей змеи рассыпается на яркие и достаточно крупные гранулы, которые могут съесть змеи других игроков.
Нажимая и удерживая «Пробел», стрелку вверх или левую/правую кнопку мыши, игрок ускоряет свою змею. В мобильной версии необходимо дважды нажать на сенсорный экран. Если отпустить кнопку, змея двигается с обычной скоростью. При ускорении игрок теряет свои гранулы, из-за чего змея постепенно уменьшается в размерах; потерянные гранулы остаются позади змеи. Змеи отличаются друг от друга цветом; гранулы, выпадающие из змеи, имеют тот же цвет, что и сама змея. Чтобы победить других игроков, игрок может пытаться «обвить» их, очерчивая петли вокруг чужих змей и таким образом создавая ловушки .
Игровое поле в игре не бесконечно и имеет границы. Если змея выйдет за границу поля, она немедленно погибнет и не оставит после себя гранул. В правом верхнем углу отображаются рейтинг из десяти игроков-лидеров с самыми длинными змеями.

### Скины
По умолчанию доступно шестнадцать скинов, каждый из которых имеет свой цвет или узор. При входе в игру цвет определяется случайным образом. Игрок может выбрать внешний вид своей змеи, используя пользовательские скины с уникальным дизайном, включая флаги разных стран, а также скины с мотивами и цветами, представляющими известных стримеров, таких как Jacksepticeye, Jelly и PewDiePie.Кроме того, игрок может сделать индивидуальный скин с помощью вкладки «Build a Slither» — например, в виде флага определённой страны. Ранее, чтобы разблокировать пользовательские скины в режиме браузера, игрокам нужно было поделиться ссылкой на игру в социальных сетях Twitter или Facebook. В июне 2016 года возможность кастомизировать змею появилась в iOS и Android.

## Разработка и выход
По словам создателя Slither.io Стива Хауза, он вдохновился на создание игры в то время, когда испытывал финансовые проблемы. Из-за финансовых проблем ему пришлось переехать из Миннеаполиса в Мичиган, где он осознал популярность Agar.io. Хауз давно хотел создать онлайн-игру, но единственной программной средой для разработки подобных игр в то время была Adobe Flash, которой разработчик пользоваться не хотел. По этой причине он отложил работу над проектом на некоторое время. Хауз приступил к разработке игры в тот момент,  когда понял, что протокол связи WebSocket, поддерживаемый большинством браузеров, является достаточно стабильным для запуска HTML-игр, подобных Agar.io. Самой сложной частью разработки было добиться стабильной работы каждого сервера с нагрузкой до 600 игроков.. Хаузу с трудом удавалось находить серверные мощности в тех регионах, где возникали пиковые нагрузки и старался избегать облачных сервисов, таких как Amazon Web Services из-за их высокой стоимости.
Спустя шесть месяцев разработки, 25 марта 2016 года Slither.io вышла для браузеров и в виде iOS приложения, с поддержкой серверов до 500 игрока. Через два дня игра стала доступна на Android. Единственным способом заработка Хауза на игре была демонстрация рекламы после проигрыша игрока. Эту опцию на релизе можно было отключить за четыре доллара. Стив также решил не продавать виртуальную валюту или бонусы, чтобы те, кто платил, не имели преимущества перед игроками, которые этого не делали. Поскольку денег на маркетинг Slither.io не было, единственным способом продвижения игры были летсплеи на YouTube от многочисленных видеоблогеров, в том числе от Пьюдипая, у которого в то время было 47 миллионов подписчиков. Спустя несколько лет после выхода, компания Raw Thrills разработала версию игры для аркадных автоматов.
В течение нескольких недель после выхода Хауз работал над обновлениями для стабилизации игры. В интервью изданию Pocket Gamer от мая 2016 года, он сказал, что планирует добавить возможность выбора сервера и режим «Friendly Mode». В июне того же года разработчик признался, что две крупные игровые компании обращались к нему с предложением купить Slither.io и в серьез рассматривал возможность продажи, поскольку поддержка игры это огромный стресс.

## Отзывы критиков
Патриция Эрнандес из Kotaku отметила быстрый темп игры и написала, что на популярность Slither.io сказались такие факторы, как низкий порог вхождения в игру и сходство с Agar.io. Сайт Boing Boing сравнил механику игры с Osmos. Брандт Ран из Business Insider отметил, что «несмотря на некоторые технические проблемы, Slither.io нескоро покинет его домашний экран». Гарри Слейтер из Pocket Gamer назвал игру «интересной», геймплей — «затягивающим», а структуру — простую и похожую на Agar.io, хоть и отметил низкую реиграбельность. Фелиция Уильямс из TechCrunch высоко оценила дизайн и разнообразную кастомизацию. Лиан Амарис из Gamezebo назвал игру «гораздо более интересной, чем Agar.io потому что в ней задействовано „постоянно растущее тело, а не просто плоский круг“». Он также оценил «тёмное окружение с неоновыми червяками», что придаёт игре «ретро-аркадный дизайн». Критик также отметил, что по своей концепции Slither.io напоминает классическую «Змейку». Скотти Роуленд из сайта Android Guys похвалил графику и геймплей, но раскритиковал «чрезвычайно раздражающую» рекламу, которая появляется после проигрыша игрока, и «дороговатую» оплату за её отключение.

## Популярность
Вскоре после выхода, Slither.io заняла первое место в чартах App Store в нескольких странах, включая США и Великобританию. К концу 2016 года игра стала самой запрашиваемой игрой года в Google в США.
К июлю 2016 года веб-сайт с игрой занял 250-е место в рейтинге самых посещаемых сайтов мира от Alexa. К октябрю того же года популярность Slither.io заметно снизилась, и сайт с игрой опустился ниже топ-1000. В январе следующего года игра была примерно на 1700-м месте по рейтингу Alexa, а в апреле она опустилась уже на 2800-ю строчку. К тому моменту игру на мобильных устройствах скачали более 68 миллионов человек, а в браузерную версию сыграло 67 миллионов. Таким образом, ежедневный доход Стива Хауза на Slither.io составил 100 тысяч долларов США.